# Azokan
Azokan je heterociklično organsko jedinjenje sa molekulskom formulom . On se sastoji od zasićenog osmočlanog prstena sa sedam ugljenika i jednim azotom. On je potpuno zasićeni analog azocina.